# Jaakko Teppo
Jaakko Sakari Teppo (Iisalmi, 16 de fevereiro de 1953 – Joensuu, 26 de fevereiro de 2024) foi um famoso cantor e compositor finlandês que ganhou notoriedade na Escandinávia nos anos 80 e 90 devido a suas composições satíricas e repletas de críticas contra política, economia e problemas sociais em gerais.
Algumas músicas de Jaako entraram para a história da cultura finlandesa, como "Pamela", "Pilkillä", "Hilma ja Onni", "Mikko-sika Mallorcalla", "Työttömän veisu", "Ieva", "Rötösrock", "Sammakkoprinssi" e muitas outras.

## Discografia

### Álbuns
- Ruikonperän multakurkku (1980)
- Katuojalaulaja (1981)
- Onnen kerjäläinen  (1984)
- Uutisraivooja (1993)
- Pers'aukisten piiritarkastaja (1995)

### Singles
- Hilma & Onni / Haiseva henki (1980)
- Työttömän laulu / Rakkaus & metsärahat (1982)
- Pilkillä / Tuupovaaran yössä (1982)
- Pamela / Onnen kerjäläinen (1984)
- Mikko sika Mallorcalla / Rötösrock (1984)
- Ryynäsen Vartti / Rantaleijona (1986)
- Sammakkoprinssi / Lenita (1992)

## Morte
Teppo morreu no dia 26 de fevereiro de 2024, aos 71 anos.